# Tămâioasă Românească
Tămâioasă Românească (pronunciat en romanès: [təmɨˈjo̯asə romɨˈne̯askə]) (moscatell romanès) és una varietat de raïm romanesa que s’utilitza per a la producció de vins aromàtics. Els Tămâioasă són vins naturals dolços o semidolços, amb una graduació alcohòlica del 12% al 12,5%. A Moldàvia, es coneix com a Busuioacă albă.
El vi de color groc daurat té un marcat ram florit, semblant a la mel. A causa de la seva dolçor natural, se sol consumir com a postres.